# Балк, Василий Захарович
Василий Захарович Балк (1840—1882) — генерал-майор Русской императорской армии, участник русско-турецкой войны 1877—1878 годов.

## Биография
Василий Балк родился 23 января 1840 года, сын управляющего Морским министерством адмирала Захара Захаровича Балка, происходил из дворян Владимирской губернии.
Образование получил в Пажеском корпусе, из которого выпущен 1 июня 1857 года корнетом в лейб-гвардии Уланский Её Величества полк (зачислен в полк 6 июля), 12 июля 1859 года произведён в поручики. 22 декабря 1859 года Балк был принят в Николаевскую академию Генерального штаба, однако 5 ноября 1860 года по неустановленной причине был отчислен из академии и вернулся в полк. 30 августа 1861 года произведён в штабс-ротмистры.
В 1863 году Василий Захарович Балк участвовал в усмирении восстания в Виленском военном округе. 19 января 1864 года был произведён в ротмистры.
30 августа 1869 года произведён в полковники. С 15 мая 1874 года командовал 1-м уланским Санкт-Петербургским полком, во главе которого принимал участие в кампании 1877—1878 годов против турок, за боевые отличия награждён двумя орденами и золотой саблей с надписью «За храбрость».
25 апреля 1881 года Балк был произведён в генерал-майоры и назначен командиром 1-й бригады 12-й кавалерийской дивизии.
Василий Захарович Балк скончался 28 мая 1882 года в городе Ржеве от последствий удара, нанесённого ему лошадью.

## Награды
Среди прочих наград Балк имел ордена:
- Орден Святого Станислава 3-й степени (13 января 1864 года)
- Орден Святой Анны 3-й степени (1867 год)
- Орден Святого Станислава 2-й степени (1870 год, императорская корона к этому ордену пожалована в 1873 году)
- Орден Святой Анны 2-й степени (1877 год)
- Орден Святого Владимира 4-й степени с мечами и бантом (1878 год)
- Золотая сабля с надписью «За храбрость» (24 октября 1878 года)
- Орден Святого Владимира 3-й степени с мечами (1879 год)